# Yasumasa Nishino
Yasumasa Nishino (西野 泰正, Nishino Yasumasa) est un footballeur japonais né le 14 septembre 1982.